# Бисерен наутилус
Бисерният наутилус (Nautilus pompilius) е вид морско мекотело от клас Главоноги. Това е най-познатият вид наутилус.
В процеса на растеж наутилусът изгражда спираловидната си черупка на сектори. Черупката достига средно до 23 cm в диаметър и тегло до 1,8 kg. Максималният установен размер е 26,8 cm.
Разпространен е в Андаманско море, около островите на Малайския архипелаг, северна Австралия, Големия бариерен риф, Фиджи, южна Япония, море Сулу.